# Толпарово
Толпа́рово (рос. Толпарово, башк. Толпар) — присілок у складі Гафурійського району Башкортостану, Росія. Адміністративний центр Толпаровської сільської ради.
Населення — 236 осіб (2010; 249 в 2002).
Національний склад:
- башкири — 100%